# Lijst van rijksmonumenten in Hoogwoud
De plaats Hoogwoud telt 14 inschrijvingen in het rijksmonumentenregister. Hieronder een overzicht.
| Object                                                 | Oorspronkelijke functie?  | Bouwjaar          | Architect | Locatie                        | Coördinaten?                  | Nr.?   | Afbeelding        |
| ------------------------------------------------------ | ------------------------- | ----------------- | --------- | ------------------------------ | ----------------------------- | ------ | ----------------- |
| De Lastdrager                                          | Industrie- en poldermolen | 1650              |           | Burgemeester Hoogenboomlaan 2  | 52° 43' 1" NB, 4° 55' 56" OL  | 31788  | Meer afbeeldingen |
| Stadhuis                                               | Overheidsgebouw           | 1742/1743         |           | Burgemeester Hoogenboomlaan 22 | 52° 43' 3" NB, 4° 56' 8" OL   | 31789  | Meer afbeeldingen |
| Hoochhoutwoud                                          | Boerderij                 | 1671 (gevelsteen) |           | Gouwe 48                       | 52° 44' 11" NB, 4° 57' 33" OL | 31790  | Meer afbeeldingen |
| Willems Hoeve                                          | Boerderij                 | mogelijk 17e eeuw |           | Koningspade 17                 | 52° 43' 4" NB, 4° 55' 55" OL  | 31791  | Meer afbeeldingen |
| Monumentale stolphoeve                                 | Boerderij                 | 1857              |           | Koningspade 31                 | 52° 43' 42" NB, 4° 56' 1" OL  | 31792  | Meer afbeeldingen |
| De Vier Winden                                         | Industrie- en poldermolen | 1891              |           | Langereis 2                    | 52° 42' 2" NB, 4° 54' 1" OL   | 31793  | Meer afbeeldingen |
| Hervormde Kerk                                         | Kerk en kerkonderdeel     | 1680              |           | Radboudstraat 1                | 52° 43' 2" NB, 4° 56' 4" OL   | 31794  | Meer afbeeldingen |
| Toren der Hervormde Kerk                               | Kerk en kerkonderdeel     | ca. 1472          |           | Radboudstraat bij 1            | 52° 43' 2" NB, 4° 56' 4" OL   | 31795  | Meer afbeeldingen |
| Rentenierswoning                                       | Woonhuis                  | 1868              |           | Herenweg 46                    | 52° 43' 2" NB, 4° 56' 31" OL  | 510425 | Rentenierswoning  |
| Stolpschuur                                            | Boerderij                 | 1910              |           | Herenweg bij 46                | 52° 43' 2" NB, 4° 56' 31" OL  | 510426 | Stolpschuur       |
| Voetbrug behorende bij de rentenierswoning             | Brug                      | 1868              |           | Herenweg bij 46                | 52° 43' 2" NB, 4° 56' 30" OL  | 510427 | Meer afbeeldingen |
| Langhuisstolp bestaande uit schuurgedeelte en voorhuis | Boerderij                 | 1900              |           | Koningspade 23                 | 52° 43' 20" NB, 4° 55' 59" OL | 510433 | Meer afbeeldingen |
| Arbeiderswoning                                        | Woonhuis                  | laat 19e eeuw     |           | Koningspade 24                 | 52° 43' 23" NB, 4° 56' 1" OL  | 510434 | Arbeiderswoning   |
| Schuur                                                 | Boerderij                 | laat 19e eeuw     |           | Koningspade bij 23             | 52° 43' 20" NB, 4° 55' 59" OL | 510435 | Meer afbeeldingen |